# 브란트고슴도치
브란트고슴도치(Paraechinus hypomelas)는 고슴도치과에 속하는 포유류의 일종이다. 중동과 중앙아시아에서 서식하는 사막 고슴도치이다.

## 특징
꼬리 길이 1~4cm를 제외한 몸길이가 20~25cm이고 몸무게는 약 320~400g이다. 모든 고슴도치처럼 두꺼운 털로 덮여 있고 가늘고 긴 주둥이를 갖고 있다. 공격을 받으면 몸을 공처럼 굴릴 수 있다. 고슴도치가 분포하는 대부분의 지역에서 가장 큰 고슴도치이고, 개체수가 가장 많은 종이다. 검은 얼굴과 주둥이를 포함하여 대부분의 몸이 아주 검지만 가시 바닥 피부는 희다. 파라이키누스속의 다른 고슴도치처럼 이마에 털이 없는 부분이 있고 일반적으로 약간의 차이를 보인다.